# المقابل (أفلح اليمن)

تعديل مصدري - تعديل

المقابل هي إحدى قرى عزلة جياح بمديرية أفلح اليمن التابعة لمحافظة حجة، بلغ تعداد سكانها 210 نسمة حسب تعداد اليمن لعام 2004.